# Inger Stevens
Inger Stevens (Stockholm, 18 oktober 1934 – Los Angeles, 30 april 1970) was een Zweeds-Amerikaans film- en tv-actrice. Ze won een Golden Globe en werd voor een Emmy genomineerd.

## Biografie
Stevens was als kind onzeker en vaak ziek. Haar ouders scheidden in Zweden en toen ze negen jaar oud was verhuisde ze met haar vader naar New York. Toen ze dertien was verhuisde ze naar Manhattan (Kansas), waar ze naar de high school ging. Op zestienjarige leeftijd verliet ze het ouderlijk huis en begon in New York te werken in lowbudgetoptredens als showgirl. Tegelijkertijd nam ze acteerlessen.

## Carrière
Ze verscheen in tv-commercials, toneelstukken en op tv, tot ze eindelijk een grote kans kreeg in de film Man on Fire met Bing Crosby. Ze had ook een romantische relatie met Crosby.
Meerdere rollen in belangrijke films volgden, maar ze had het grootste succes met haar hoofdrol in de televisieserie The Farmer's Daughter (Nederlandse titel: De Zweedse gouvernante), en ook met rollen in afleveringen van de televisieseries zoals Bonanza, The Alfred Hitchcock Hour and The Twilight Zone. In beide vertolkingen van haar in de Twilight Zone stelt ze een hoofdrolspeelster voor die denkt dat ze een levende vrouw is, maar ontdekt dat ze helemaal niet levend is; in The Hitch-Hiker is ze omgekomen bij een auto-ongeluk, maar realiseert zich dat niet; in The Lateness of the Hour is ze een robot geprogrammeerd te geloven dat ze menselijk is.
Nadat The Farmer's Daughter was stopgezet in 1966, concentreerde Stevens zich op films.
De meest bekende filmrollen van haar zijn in Hang 'Em High met Clint Eastwood, 5 Card Stud met Dean Martin en Madigan met Henry Fonda en Richard Widmark, allen uit 1968. Stevens poogde een comeback op tv te maken in 1970 met de detective drama serie The Most Deadly Game toen ze overleed.

## Privéleven
Inger Stevens, die bekendstond als buitengewoon aantrekkelijk, altijd goed gehumeurd en succesvol, was in feite een ongelukkige vrouw. Ze pleegde op 35-jarige leeftijd zelfmoord met een overdosis barbituraten.

## Filmografie
- 1957 - Man on Fire
- 1958 - Cry Terror
- 1958 - The Buccaneer
- 1959 - The World, the Flesh and the Devil
- 1964 - The New Interns
- 1967 - The Borgia Stick (tv 1967)
- 1967 - A Guide for the Married Man
- 1967 - A Time for Killing
- 1968 - Firecreek
- 1968 - Madigan
- 1968 - 5 Card Stud
- 1968 - Hang 'Em High
- 1968 - House of Cards
- 1969 - A Dream of Kings